# Шаров, Александр Сергеевич
Алекса́ндр Серге́евич Ша́ров (22 января 1929, Москва — 19 апреля 1999, там же) — советский и российский астроном, доктор физико-математических наук, главный научный сотрудник Государственного астрономического института имени П. К. Штернберга.

## Биография
А. С. Шаров родился 22 января 1929 года в Москве.
В 1948—1952 годах — студент, а в 1952—1955 годах — аспирант астрономического отделения механико-математического факультета МГУ им. М. В. Ломоносова.
С 1955 года — старший научный сотрудник ГАИШ МГУ. В 1988—1994 годах — заведующий отделом изучения Галактики и переменных звёзд ГАИШ. В 1994—1999 годах — главный научный сотрудник.
В 1955 году защитил кандидатскую диссертацию «Диаграмма цвет — светимость звёзд в окрестностях Солнца», в 1975 году — докторскую диссертацию «Исследования Галактики и туманности Андромеды».
А. С. Шаров умер 19 апреля 1999 года в Москве. Похоронен на Востряковском кладбище.

## Научная деятельность
Специалист в области звёздной астрономии и изучения населения галактик. Круг научных интересов А. С. Шарова включал наблюдения переменных звёзд различных типов, в том числе Новых; изучение звёздных скоплений, строения и кинематики галактик, звёздную фотометрию и межзвёздное поглощение света. Один из пионеров фотоэлектрической фотометрии в СССР и автор ряда важнейших наблюдательных программ.
В 1963 году по фотоэлектрическим данным об избытках цвета большого числа звёзд А. С. Шаровым была построена карта межзвёздного поглощения света в Галактике.
Начиная с 1967 года, он совместно с А. К. Алкснисом вёл мониторинг вспышек Новых звёзд в Туманности Андромеды (М31), в ходе которого было открыто более 60 объектов. Эта работа стала основой изучения строения подсистемы Новых звёзд в М31 и отмечена медалью Астросовета АН СССР «За обнаружение новых астрономических объектов». Была установлена частота вспышек Новых и изучена связь их светимости в максимуме со скоростью падения блеска. Другим объектом подобных исследований стала Туманность Треугольника (М33). А. С. Шаров обнаружил ряд ярких переменных звёзд в этих галактиках.
В 1970—1980 годах совместно с В. М. Лютым и В. Ф. Есиповым проводил многоцветные фотоэлектрические наблюдения и поиск новых шаровых скоплений в М31. На основе этих наблюдений были изучены особенности межзвёздного поглощения света в М31 и определена функция светимости системы её шаровых скоплений. Одновременно он изучал строение и кинематику системы шаровых скоплений Галактики и оценил их полное число с учётом эффектов наблюдательной селекции.
Внёс существенный вклад в создание Крымской станции ГАИШ и реализацию её основных наблюдательных программ. В начале космической эры А. С. Шаров по поручению Астросовета АН СССР руководил наблюдениями ИСЗ в ГАИШ, а в 1962—1964 годах по постановлению правительства СССР — договорными фотометрическими работами по калибровке приборов астроориентации советских ИСЗ на Высокогорной станции ГАИШ вблизи Алма-Аты.
А. С. Шаров опубликовал более 200 статей. Член МАС. Был членом редколлегии журнала «Письма в АЖ», а также председателем специализированного Совета и семинара по звёздной астрономии ГАИШ.

## Награды и признание
- Медаль «За трудовую доблесть» (1973)
- Медаль Астрономического совета АН СССР «За обнаружение новых астрономических объектов»
- Заслуженный научный сотрудник Московского университета (1998)[7]

## Избранные труды
- Шаров А. С. Туманность Андромеды. — М.: Наука, 1982. — 448 с. — 3000 экз.

- Шаров А. С. Спиральная галактика Мессье 33. — М.: Наука, 1988. — 246 с.

- Шаров А. С., Новиков И. Д. Человек, открывший взрыв Вселенной: Жизнь и труд Э. Хаббла. — М.: Наука, 1989. — 203 с. — 19 800 экз. — ISBN 5-02-014076-7.